# Christian Henrik Iversen
Christian Henrik Iversen (6. august 1748 – 1. marts 1827) var en dansk boghandler og avisudgiver.
C.H. Iversen blev født i København og var søn af nævnte kantor Johannes Erasmus Iversen. Efter faderens tidlige død (1755) kom han, 9 år gammel, til en farbroder, David Iversen, der var boghandler i Altona, og allerede 1764 blev han for ham bestyrer af en filial i Lübeck, som han fra 1771 drev i eget navn. På sine rejser "med Boglade" i Danmark kom han 1766 første gang til Odense, hvor han 1775 tog fast ophold som boghandler. 1778 købte han det Brandtske Bogtrykkeri her, på hvis drift han året efter fik privilegium, og nu begyndte den vittige og bevægelige mand et virksomt litterært liv.
1780 grundlagde han Fyns Stifts Journal (Iversens fynske Avis), som han fortsatte til sin død, dvs.: i 47 år; samme år grundlagde han hæfteskriftet Almennyttige Samlinger til Hjærtets Forbedring og Kundskabers Udbredelse, som han fortsatte i 20 år; 1781 begyndte han tidsskriftet Danmarks litterariske Progresser (1781-89), 1782 stiftede han et fynsk typografisk Selskab, 1783 udgav han en dansk statskalender (Kongelig dansk Hofportefeuille), 1788 oprettede han et dramatisk selskab osv.
Han blev medlem af frimurerlogen St. Knud til den gyldne Lindorm ved dennes oprettelse 10. oktober 1775. Det var ham der i logen fremsatte det forslag at man oprettede et institut til "opdrage og beklæde" 12 drenge fra Fyn og Jylland, og da logens midler ikke var store nok til at kunne understøtte det spædede han selv sammen med andre ordensbrødre til af sin private formue.
Og han skrev selv i de af ham udgivne blade, ja indlod sig i pennefejder, f.eks. med lægen Johan Clemens Tode, men navnlig med udgiverne af Odenses anden avis, Fyns Stifts Avis, først Peter von Westen og derpå Søren Hempel. I denne sidste fandt han for øvrigt en jævnbyrdig modstander, og deres stærke konkurrence fremmede i ikke ringe grad det åndelige liv i Odense.
6. august 1786 havde han ægtet Kirstine Marie Nielsen (født 1767 død 20. december 1837), datter af Mads Nielsen på Sæbegården ved Odense og Inger født Holm.